# Catostomus bernardini
Catostomus bernardini е вид лъчеперка от семейство Catostomidae.

## Разпространение
Видът е разпространен в Мексико.
Регионално е изчезнал в САЩ.

## Описание
На дължина достигат до 40 cm.